# Can Llaurador de Dalt
|  | No s'ha de confondre amb Can Llaurador o Casa Llaurador. |

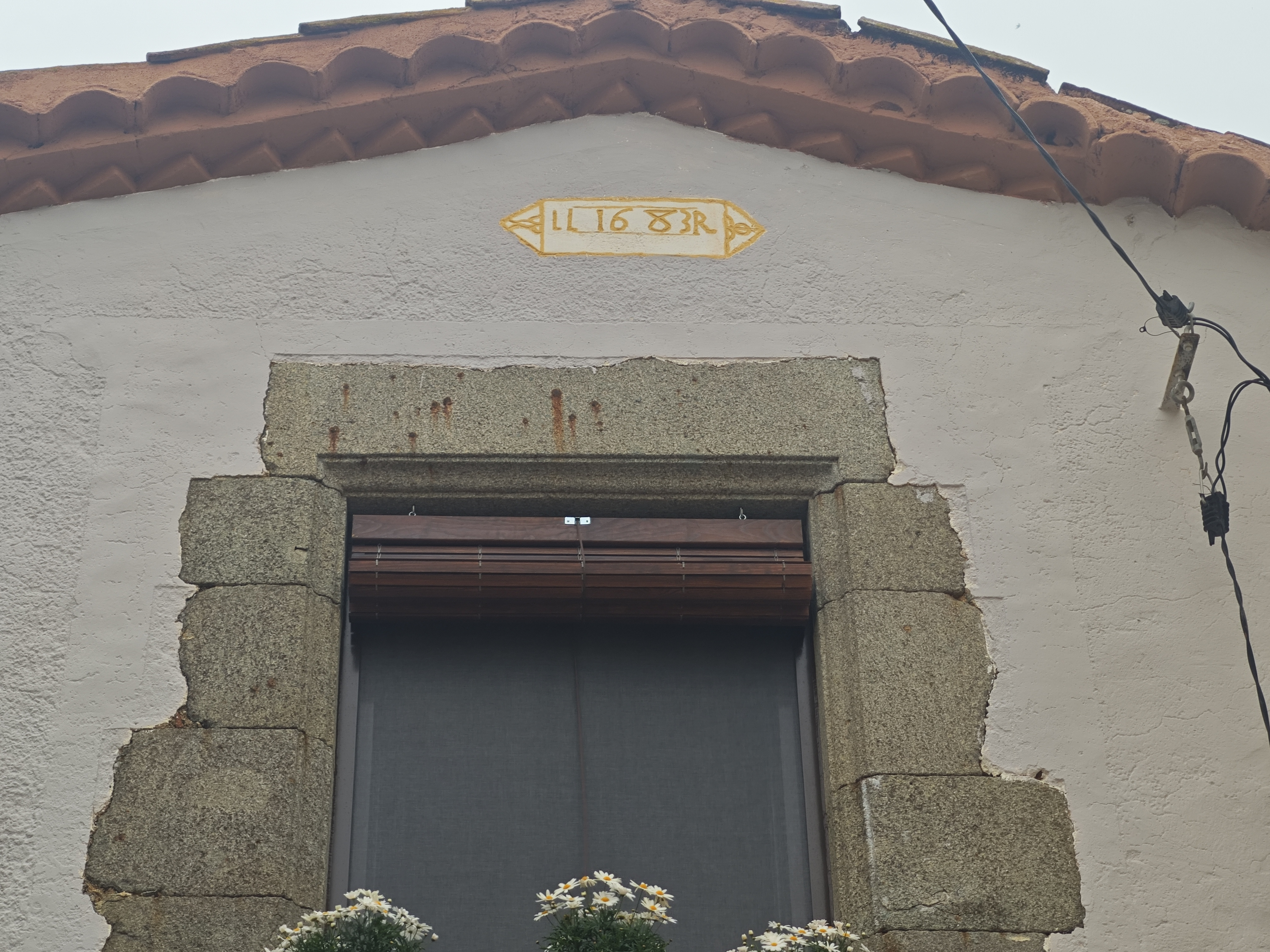
Finestra amb la data de 1683

Can Llaurador de Dalt és una masia de Teià (Maresme) inclosa a l'Inventari del Patrimoni Arquitectònic de Catalunya.

## Descripció
Masia de planta baixa i pis, teulada de dues aigües amb carener perpendicular a la façana i portal adovellat, corresponent a les característiques de les masies del segle XVII.
La façana destaca per tenir un gran portal d'arc de mig punt adovellat i una finestra al pis superior també emmarcada amb grans carreus de pedra. A la part superior apareix una inscripció amb la data 1683, any de construcció de la casa.

## Història
Masia construïda l'any 1683 en relació amb l'explotació agrícola dels camps que l'envoltaven. Amb el pas del temps s'ha convertit en una casa del nucli antic en edificar-se els horts.
La casa no conserva documentació antiga, però en una casa dels voltants s'ha trobat que, durant el segle XVII, l'anomenaven sota el nom de Llauradó.
En aquesta casa nasqué Josep Sabatés Argimon (1854-1912), un missioner dels Pares paüls de Palma de Mallorca. El carrer on se situa rep el nom d'aquest teianenc.